# Grenada na letnich igrzyskach olimpijskich
Reprezentacja Grenady na letnich igrzyskach olimpijskich po raz pierwszy wystartowała podczas igrzysk w Los Angeles w 1984 roku.
Pierwszy medal olimpijski dla Grenady zdobył Kirani James w biegu na 400 m mężczyzn w Londynie w 2012.

## Klasyfikacja medalowa
| Miejsce             | Złoto | Srebro | Brąz | Razem |
| ------------------- | ----- | ------ | ---- | ----- |
| 1984 Los Angeles    | 0     | 0      | 0    | 0     |
| 1988 Seul           | 0     | 0      | 0    | 0     |
| 1992 Barcelona      | 0     | 0      | 0    | 0     |
| 1996 Atlanta        | 0     | 0      | 0    | 0     |
| 2000 Sydney         | 0     | 0      | 0    | 0     |
| 2004 Ateny          | 0     | 0      | 0    | 0     |
| 2008 Pekin          | 0     | 0      | 0    | 0     |
| 2012 Londyn         | 1     | 0      | 0    | 1     |
| 2016 Rio de Janeiro | 0     | 1      | 0    | 1     |
| 2020 Tokio          | 0     | 0      | 1    | 1     |
| 2024 Paryż          | 0     | 0      | 2    | 2     |

## Medaliści letnich igrzysk olimpijskich z Grenady

### Złote medale
- Kirani James – bieg na 400 m mężczyzn, Londyn 2012

### Srebrne medale
- Kirani James – bieg na 400 m mężczyzn, Rio de Janeiro 2016

### Brązowe medal
- Kirani James – bieg na 400 m mężczyzn, Tokio 2020
- Lindon Victor – dziesięciobój, Paryż 2024
- Anderson Peters – rzut oszczepem, Paryż 2024